# Діладж-Махале
Діладж-Махале (перс. ديلج محله) — село в Ірані, у дегестані Ґіль-Дуляб, у Центральному бахші, шагрестані Резваншагр остану Ґілян. За даними перепису 2006 року, його населення становило 957 осіб, що проживали у складі 211 сімей.

## Клімат
Середня річна температура становить 14,11 °C, середня максимальна – 27,73 °C, а середня мінімальна – -0,40 °C. Середня річна кількість опадів – 817 мм.
| Клімат поселення                              | Клімат поселення | Клімат поселення | Клімат поселення | Клімат поселення | Клімат поселення | Клімат поселення | Клімат поселення | Клімат поселення | Клімат поселення | Клімат поселення | Клімат поселення | Клімат поселення | Клімат поселення |
| Показник                                      | Січ.             | Лют.             | Бер.             | Квіт.            | Трав.            | Черв.            | Лип.             | Серп.            | Вер.             | Жовт.            | Лист.            | Груд.            |                  |
| Середній максимум, °C                         | 9,32             | 9,78             | 11,96            | 17,57            | 22,18            | 25,10            | 27,73            | 27,40            | 23,73            | 20,86            | 16,40            | 11,93            |                  |
| Середня температура, °C                       | 4,46             | 4,92             | 7,10             | 12,70            | 17,29            | 20,24            | 23,49            | 23,16            | 19,48            | 16,60            | 12,16            | 7,70             |                  |
| Середній мінімум, °C                          | −0,4             | 0,07             | 2,24             | 7,85             | 12,43            | 15,39            | 19,25            | 18,93            | 15,24            | 12,39            | 7,91             | 3,46             |                  |
| Норма опадів, мм                              | 83               | 67               | 69               | 52               | 38               | 24               | 13               | 37               | 84               | 126              | 105              | 119              |                  |
| Середньомісячна швидкість вітру, м/с          | 2.29             | 2.40             | 2.40             | 2.39             | 2.36             | 2.60             | 2.60             | 2.40             | 2.20             | 2.01             | 2.00             | 2.05             |                  |
| Середньомісячна сонячна радіація, кДж/м²·день | 6809             | 9028             | 11156            | 15891            | 20256            | 23065            | 23839            | 20081            | 16393            | 11165            | 8495             | 6480             |                  |
| --------------------------------------------- | ---------------- | ---------------- | ---------------- | ---------------- | ---------------- | ---------------- | ---------------- | ---------------- | ---------------- | ---------------- | ---------------- | ---------------- | ---------------- |
| Джерело:                                      |                  |                  |                  |                  |                  |                  |                  |                  |                  |                  |                  |                  |                  |